# 卡皮纳
卡皮纳是巴西伯南布哥州的一个市镇。总面积146平方公里，总人口68070人，人口密度466.2人/平方公里。

## 著名人物
- 泰利臣·弗朗卡·布拉斯（英语：Jaílson França Braz），足球運動員
- 阿奎納多·席爾瓦（英语：Aguinaldo Silva），作家兼導演